# 福格爾桑巴赫河

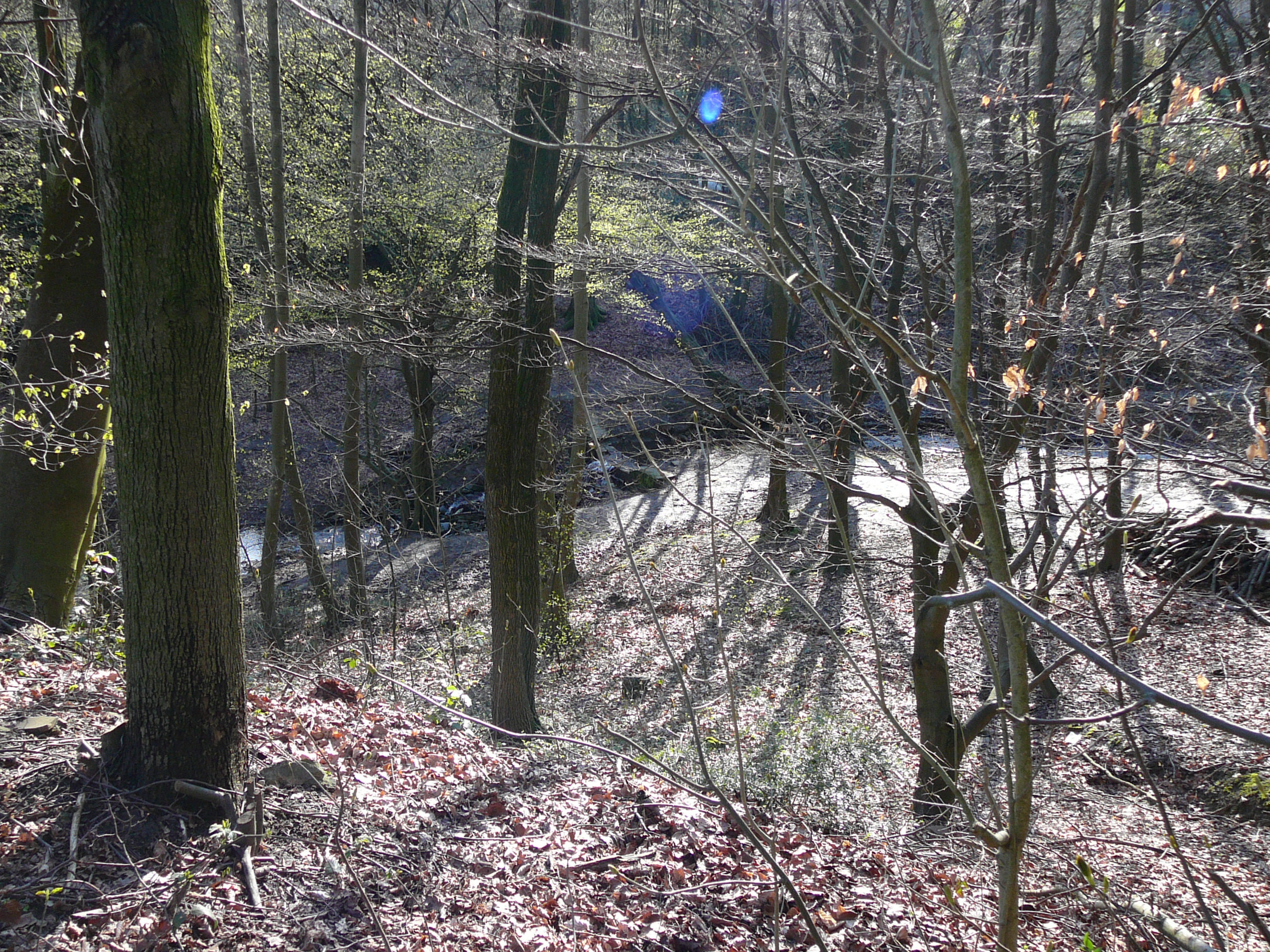
福格爾桑巴赫河

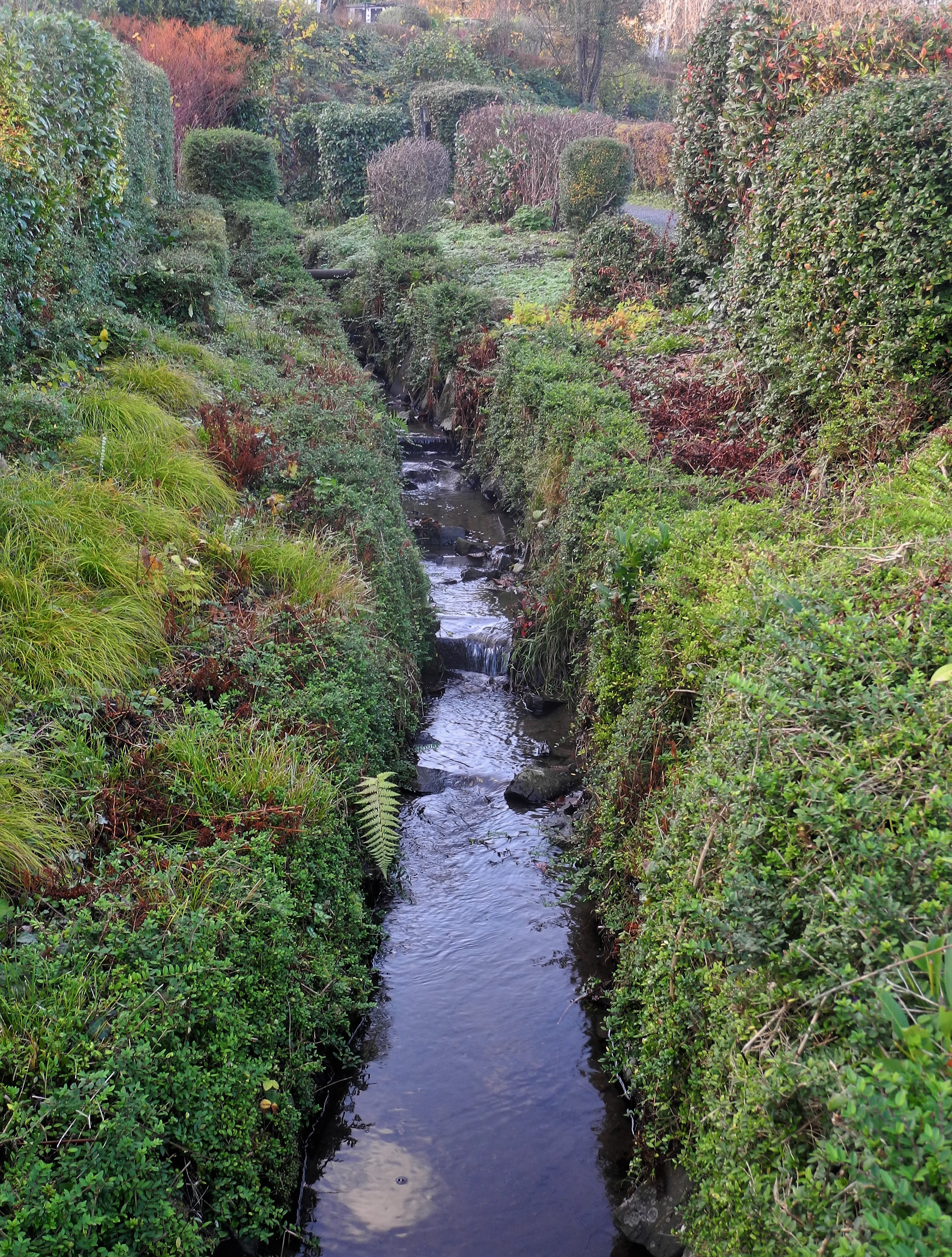
福格爾桑巴赫河

51°16′20″N 7°08′57″E / 51.272292°N 7.149076°E
福格爾桑巴赫河（德語：Vogelsangbach），是德國的河流，位於該國西部，處於北萊茵-威斯特法倫州，屬於米克巴赫河的支流，河道全長1.3公里，流域面積0.5平方公里。